# Проходы (Гомельская область)
Проходы (бел. Праходы) — деревня в Новосёлковском сельсовете Петриковского района Гомельской области Беларуси.
На юге и востоке граничит с лесом.

## География

### Расположение
В 55 км на северо-восток от Петрикова, 44 км от железнодорожной станции Муляровка (на линии Лунинец — Калинковичи), 206 км от Гомеля.

### Гидрография
На севере мелиоративные каналы.

## Транспортная сеть
Транспортные связи по просёлочной, затем автомобильной дороге Комаровичи — Копаткевичи. Планировка состоит из 2 почти параллельных между собой широтных улиц, соединённых переулком. Застройка двусторонняя, неплотная, деревянная, усадебного типа.

## История
Основана в начале XX века переселенцами из соседних деревень, в Комаровичской волости Мозырского уезда Минской губернии. На 1920-е годы приходится наиболее активная застройка. В 1931 году организован колхоз. Во время Великой Отечественной войны партизаны разгромили опорный пункт, созданный здесь оккупантами. В 1943 году в деревне некоторое время размещался штаб партизанского соединения Полесской области. 42 жителя погибли на фронте. Согласно переписи 1959 года в составе совхоза «Новосёлки» (центр — деревня Новосёлки).

## Население

### Численность
- 2004 год — 40 хозяйств, 85 жителей.

### Динамика
- 1917 год — 26 жителей.
- 1959 год — 349 жителей (согласно переписи).
- 2004 год — 40 хозяйств, 85 жителей.
- 2013 год - 20 хозяйств, 30 жителей.
- 2021 год - 5 хозяйств, 9 жителей.